# Trektocht

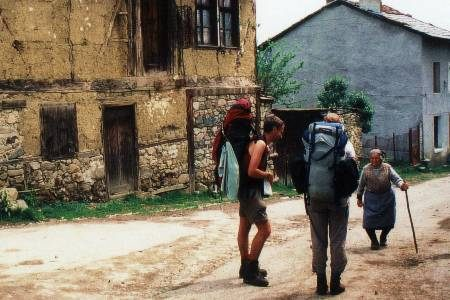
Mensen op trektocht in Bulgarije

Trektochten zijn tochten van meerdere dagen. Ze kunnen onder andere (deels) gemaakt worden met het openbaar vervoer. Auto- en fietstrektochten komen veel voor, maar ook wandeltochten zijn populair.
Nederland en België zijn bij uitstek geschikt voor fietstrektochten. Organisaties als de ANWB en het Landelijk Fietsplatform hebben hiertoe een aantal langeafstandstochten uitgezet. Voorbeelden zijn de Maas- en Vestingroute (van Maassluis naar Nijmegen) en de Noordzeeroute (van Den Helder naar Boulogne-sur-Mer in Noord-Frankrijk).
Routes voor wandeltrektochten worden vaak uitgezet door bijzondere landschappen. Ze kunnen van verschillende lengte en duur zijn. Er zijn routes van twee dagen, maar er bestaan er ook van meer dan duizend kilometer door verschillende landen. Een trektocht door België gaat meestal langs een GR-pad dat gemaakt werd door de organisatie Groteroutepaden. In Nederland noemt men ze langeafstandwandelpaden. Bijvoorbeeld het Pieterpad van Pieterburen in Groningen, naar de Sint-Pietersberg in Zuid-Limburg. Overnachten kan bij een camping, een jeugdherberg, bij de boer of een andere overnachtingsmethode. Vrij kamperen of bivakkeren is in de Benelux verboden. 
De langste wandelroutes in Europa zijn de E-paden. Deze werden mogelijk door het Schengen Verdrag, waarbij vrij personenverkeer tussen landen van de Europese Unie toegestaan werd. Inmiddels zijn er twaalf E-paden, die tezamen 70.000 km lang zijn.
Langeafstandwandelroutes bestaan in alle Europese landen, maar zijn vanouds populair in Duitsland, Wales, Engeland, Schotland en Ierland.
In de Verenigde Staten van Amerika en Canada zijn vooral auto- en campertrektochten in trek, maar 'long distance walking trails' zijn daar ook bekend.